# Ahornholz
Als Ahornholz wird das Holz der Ahorne (Gattung Acer) bezeichnet, einer Gattung von sommergrünen Bäumen und Sträuchern, die in bis zu 200 Arten über weite Teile Eurasiens und Nordamerikas verbreitet sind. Es wird vor allem als Möbelholz genutzt.

## Arten (Auswahl)
- In Eurasien ist vor allem das Holz einiger hochwachsender Arten wie des Bergahorns (A. pseudoplatanus) und des Spitzahorns (A. platanoides) kommerziell relevant.
- In Nordamerika sind vor allem vier Arten von Bedeutung:
  - Zucker-Ahorn (A. saccharum) und Schwarzer Ahorn (A. nigrum) als „American hard maple“ sowie
  - Rotahorn (A. rubrum) und Silberahorn (A. saccharinum) als „American soft maple“.
- Im ostasiatischen Raum spielt der Japanische Ahorn (A. pictum) eine zentrale Rolle.

Weitere Arten wie der Feldahorn (A. campestre) oder der Griechische Ahorn (Acer heldreichii) haben nur eine untergeordnete oder regionale Bedeutung.

## Eigenschaften
Das Holz der Bergahorne zählt zu den wertvollen Edellaubhölzern. Sowohl das Splint- als auch das Kernholz sind gelblich weiß bis weiß gefärbt, beim Spitzahorn eher rötlich-weiß. Splint und Kern setzen sich daher farblich nicht oder kaum voneinander ab. Die Jahresringe sind deutlich erkennbar, zwischen den Jahresringen sind die unregelmäßig angeordneten Poren und häufig auch die Markstrahlen als Flecken oder Streifen deutlich erkennbar.
Das Holz besitzt eine mittlere Dichte von 623 bzw. 653 kg/m³ (Berg- bzw. Spitzahorn) und stellt damit eine mittelschwere Holzart dar. Es ist elastisch und zäh, zugleich jedoch hart und besitzt ein geringes Schwindmaß und gutes Stehvermögen. Die Biegefestigkeit ist gut.
Die Oberflächen lassen sich gut bearbeiten, leicht polieren, beizen und einfärben, auch die Behandlung mit Lacken ist problemlos. Das Holz ist zudem gut spaltbar.
Eine sorgfältige Trocknung ist erforderlich, da das Holz beim Trocknen zum Reißen und Verwerfen neigt. Da es auch leicht zu Verfärbungen (durch Pilzbefall) kommt, müssen die Stämme nach der Fällung sehr schnell eingeschnitten (und vertikal gelagert) werden und eine Winterfällung während der Saftruhe wird empfohlen.
Ahornholz ist wenig dauerhaft und kann nicht im Außenbereich eingesetzt werden. Es wird häufig von Insekten, wie dem Gemeinen und Gekämmten Nagekäfer befallen. Wenn das Holz nicht durch mechanische Trocknung für Insekten unattraktiv gemacht werden kann, ist unter Umständen eine Fällung im Frühjahr zu bevorzugen, wenn das Holz zwar feuchter ist, die eingelagerten und für die Insekten attraktiven Inhaltsstoffe vom Baum jedoch in die austreibenden Blätter transportiert werden.

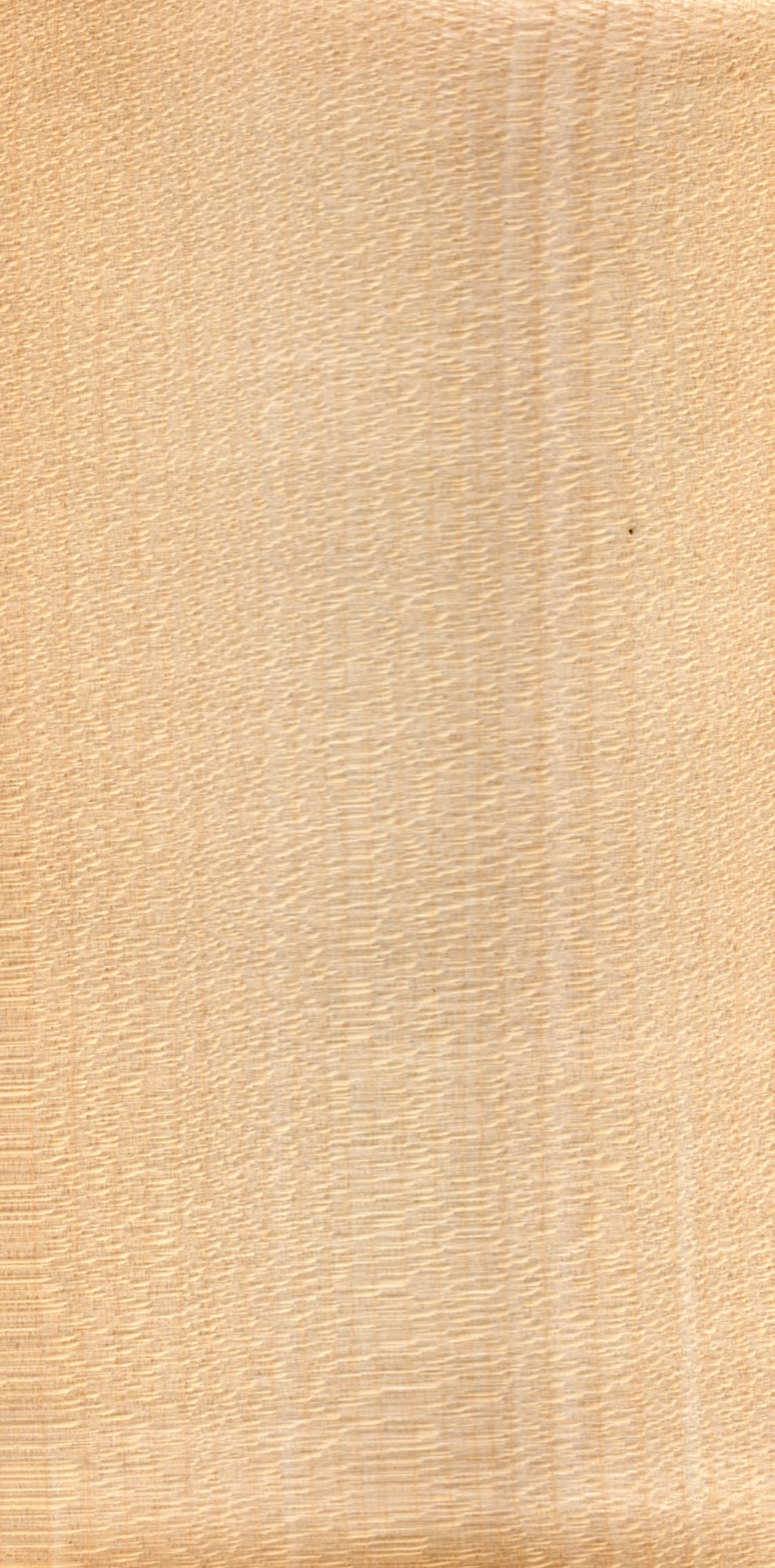
Bergahorn-Furnier
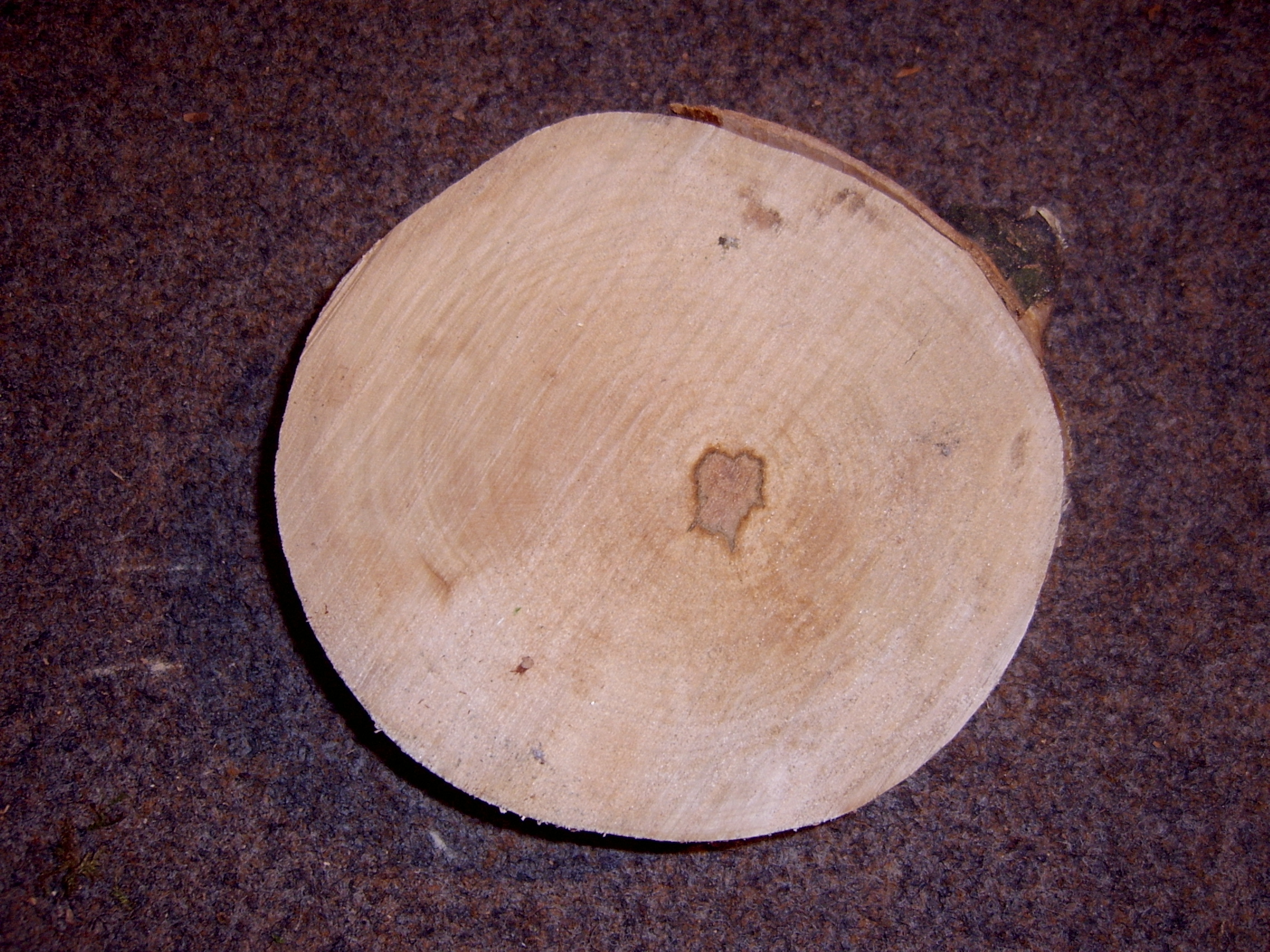
Bergahorn Querschnitt
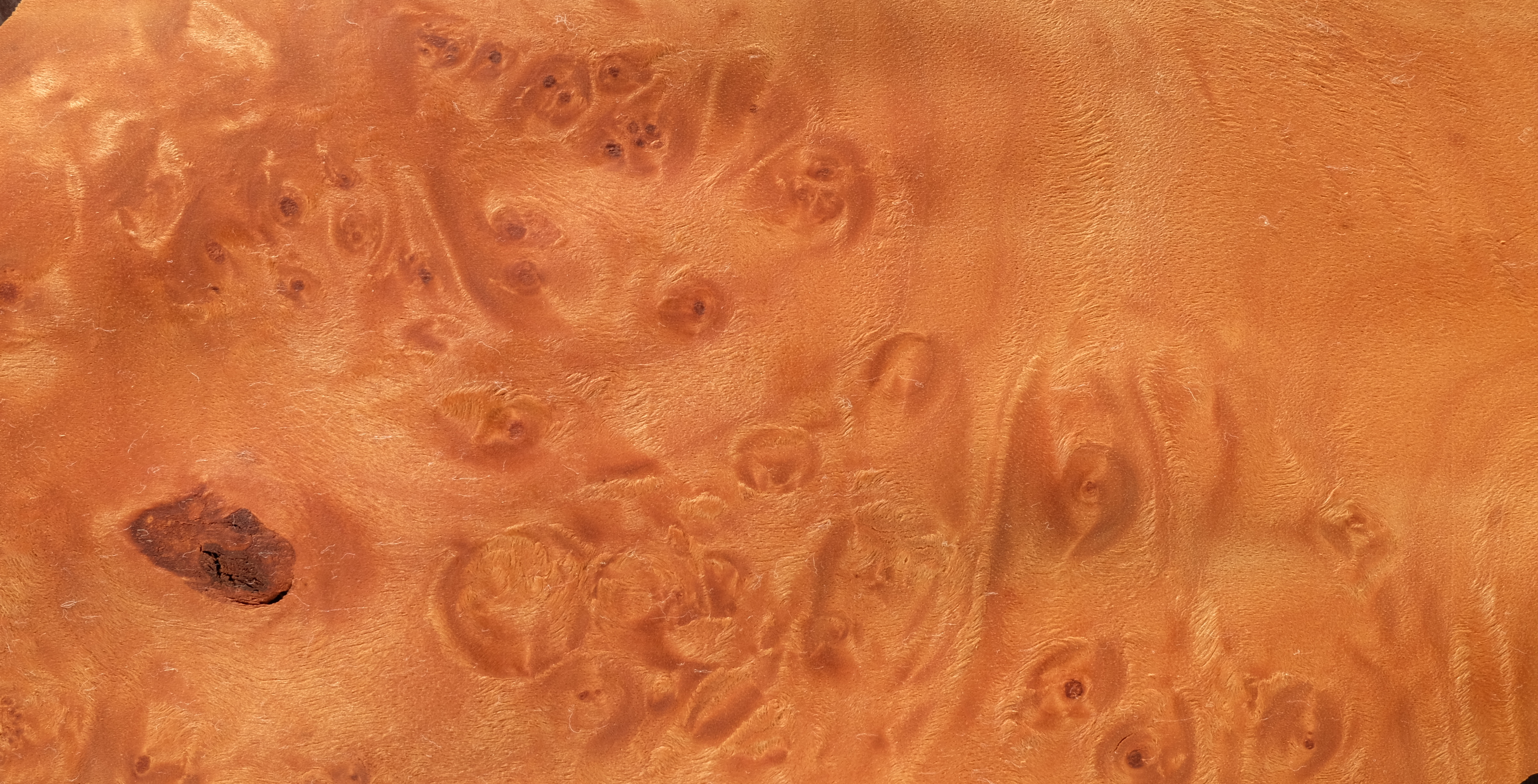
Vogelaugenahorn (Strukturveränderung mit augenartigem Faserverlauf durch Wachstumsstörungen des Kambiums)

## Verwendung

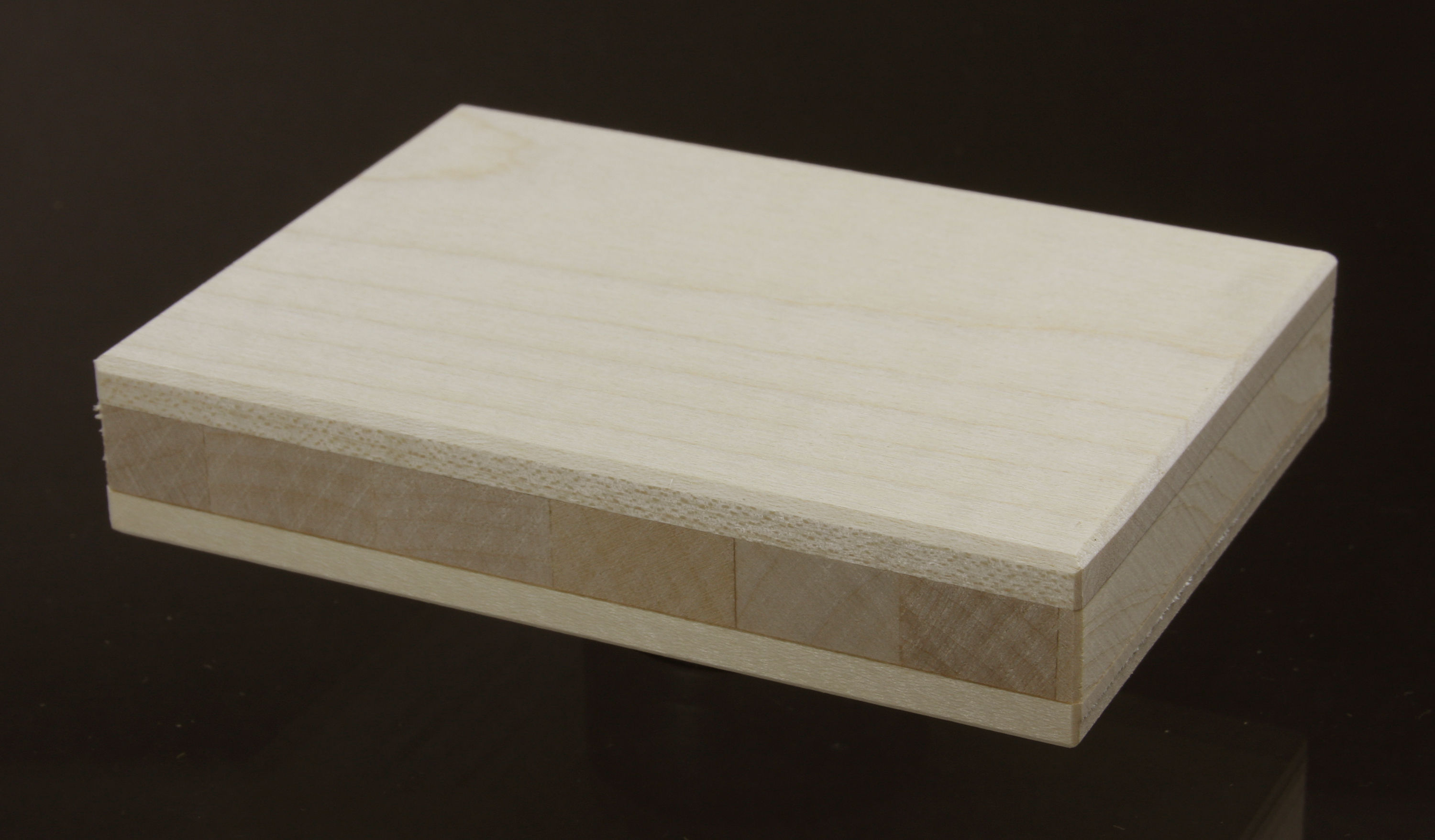
Ahorn-Stabsperrholz

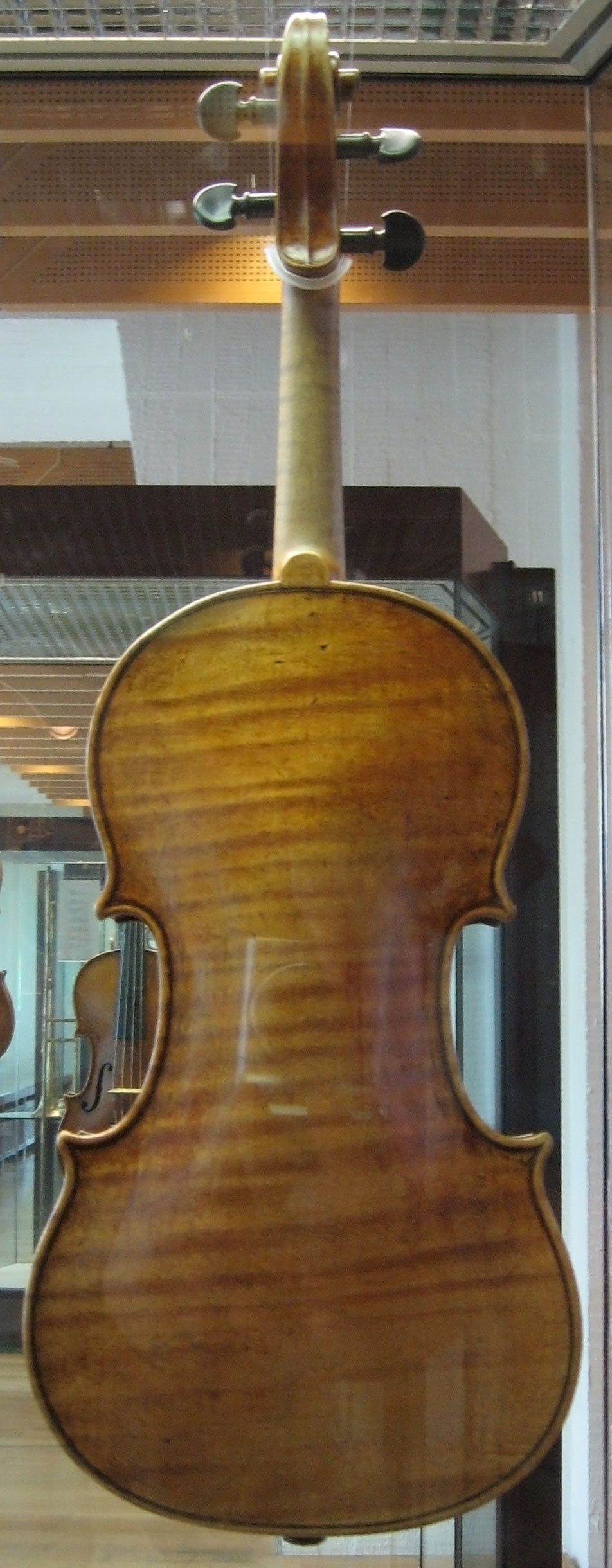
Boden einer Stradivari aus geriegeltem Bergahorn

Ahornholz wird vor allem im Möbelbau und im Innenausbau verwendet. Besonders in den 1950er- bis Mitte der 1960er-Jahre waren schlichte wie auch geriegelte Ahornfurniere ein sehr begehrtes Möbelholz. Wegen seiner Tendenz zum relativ raschen Vergilben ist aber der Einsatz für die Außenfronten im Möbelbau stark zurückgegangen. Heute wird es bei hochwertigen Möbeln noch für die Innenauskleidung verwendet. Kunsttischlern dient das Ahornholz für die Herstellung feinster Möbel und Intarsienarbeiten (Einlegearbeiten).
Typisch ist die Verwendung des feinporigen und harten Ahornholzes für unbehandelte Tischplatten in Kneipen und Wirtshäusern, die traditionell durch regelmäßiges Abscheuern hell und sauber gehalten werden. Für Parkettböden und den Treppenbau ist Ahorn ebenfalls gut geeignet.
Seit langem wird ausgesuchtes Berg-Ahornholz im Musikinstrumentenbau als Zier- und Resonanzholz zur Herstellung von Zupf-, Streich- und Blasinstrumenten und Schlagzeugkesseln verwendet.
Drechsler, Schnitzer und Bildhauer verwenden für ihre Arbeiten gerne das feinporige Ahornholz. Für Haus-, Spiel- und Küchengeräte sind die Feinporigkeit und die chemischen Eigenschaften des Holzes von Bedeutung, die selbst den Kontakt mit Lebensmitteln zulassen.

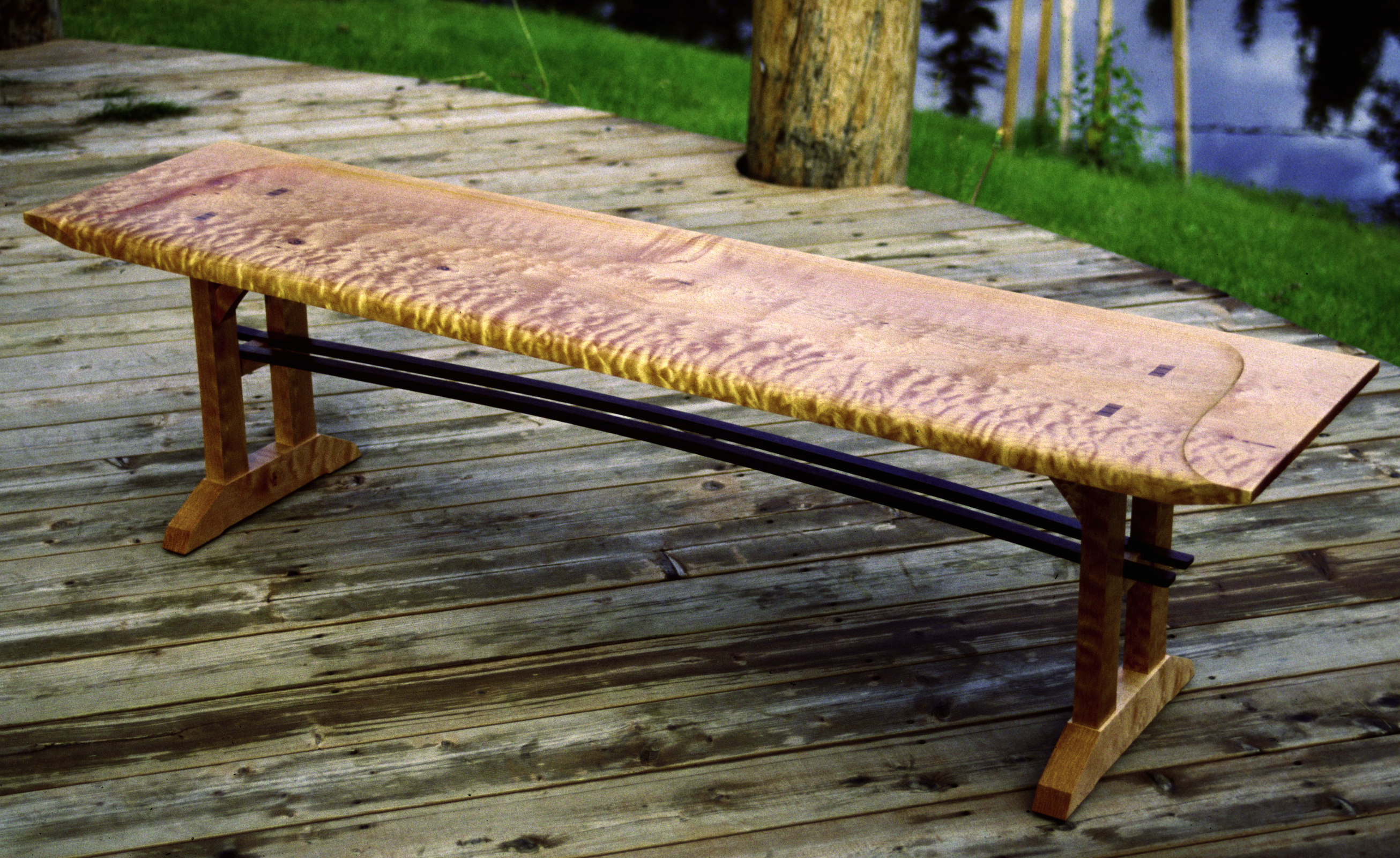
Eine Bank aus stark gezeichnetem Zucker-Ahornholz
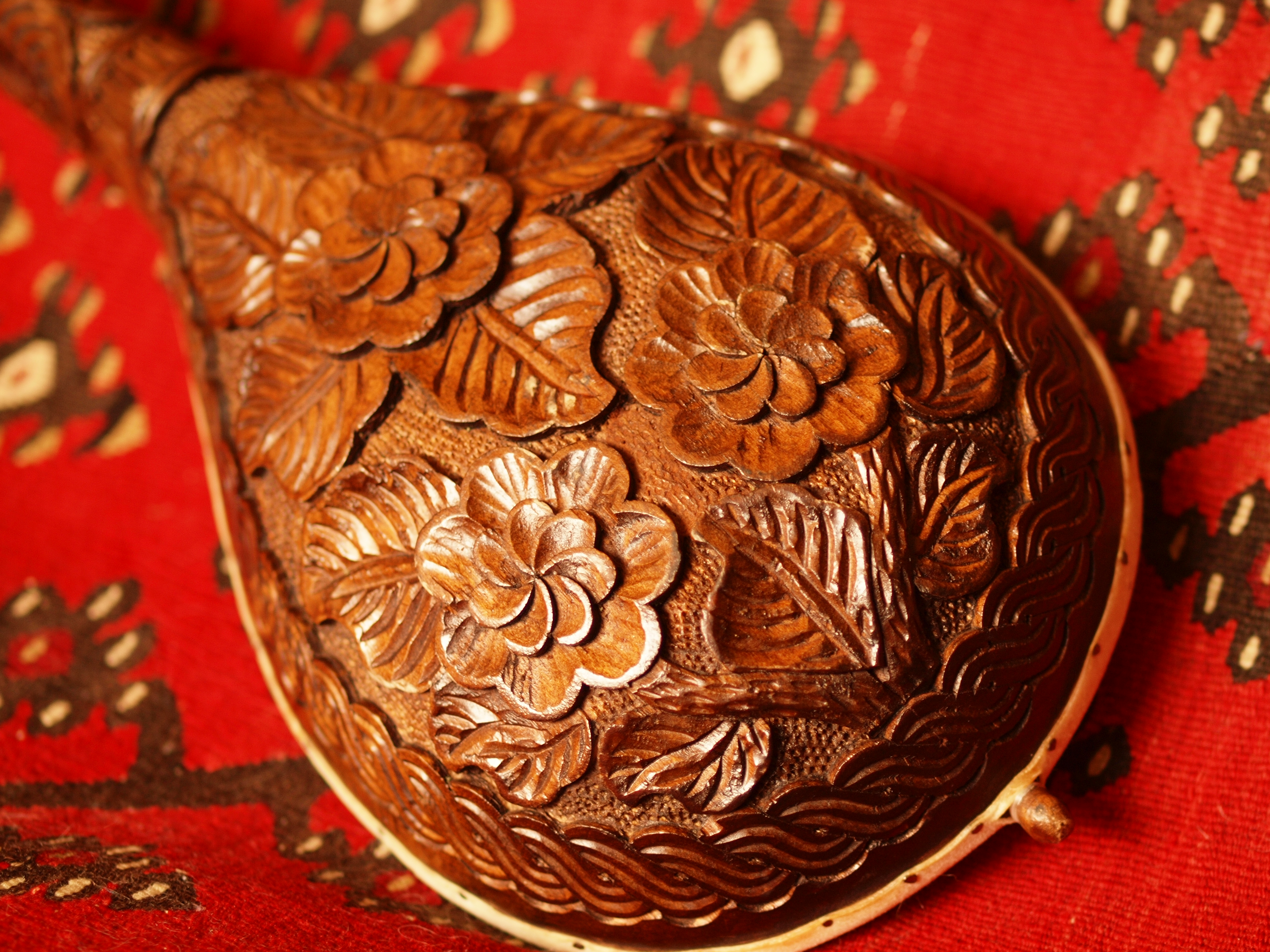
Die Guslen der Bewohner des Balkans werden aus Ahornholz hergestellt